# Elecciones generales de Saba de 1987
Elecciones generales tuvieron lugar en Saba en 1987. El resultado fue una victoria para el Movimiento Democrático Laborista de Saba, el cual ganó tres de los cinco escaños en el Consejo de la Isla.

## Resultados
| Partido                                       | Votos | %     | Escaños | +/–   |
| --------------------------------------------- | ----- | ----- | ------- | ----- |
| Movimiento Democrático Laborista de Saba      | 328   | 51,01 | 3       | Nuevo |
| Movimiento Popular de las Islas de Barlovento | 266   | 41,37 | 2       | -2    |
| Movimiento Democrático Laborista Verdadero    | 49    | 7,62  | 0       | Nuevo |
| Votos en blanco/nulos                         |       |       | –       | –     |
| Total                                         | 632   | 100   | 5       | 0     |
| Electores registrados/participación           |       |       | –       | –     |
| Fuente: Johnson                               |       |       |         |       |